# Ivo Tartaglia
Ivo Tartaglia (Izgovor: Tartȁlja; Split, 5. veljače 1880. – Lepoglava, 3. travnja 1949.), hrvatski odvjetnik, političar, publicist i slikar.

## Životopis

### Gradonačelnik Splita
Dr. Ivo Tartaglia bio je jedan od važnijih splitskih gradonačelnika, koji su svojim radom bitno doprinijeli razvitku grada. Iako nije bio član ni jedne političke stranke, izuzevši razdoblje prije prvoga svjetskog rata (Hrvatska demokratska stranka u Dalmaciji, odnosno sjedinjena Hrvatska pučka napredna stranka), bio je vrlo popularan među građanima te je na nezavisnim listama redovito pobjeđivao na izborima. Za njega je politika značila konkretno rješavanje svakodnevnih problema koji su tištili neku sredinu i njeno stanovništvo. Zastupao je stav da su siromaštvo i teški životni uvjeti glavni uzročnik napetosti i političke nestabilnosti u tadašnjoj državi. Sukladno tomu bio je mišljenja da da se sve političke strukture moraju angažirati, u prvom redu, na rješavanju tih problema, što bi rezultiralo smirivanjem napetosti u Kraljevini Jugoslaviji. Obnašajući funkcije gradonačelnika i kasnije bana, radio je vodeći se tim načelom. Njegov rad je obilježavalo veliko organizacijsko i financijsko umijeće.
Zaslužan je za izgradnju Ličke pruge 1925. godine, kojom je Split povezan s unutrašnjošću Hrvatske. Interesantno je da Kraljevina SHS(Jugoslavija) nije htjela financirati izgradnju pruge, pa je animirao privatne poduzetnike, štedionice i banke da podrže taj projekt.
Dok je još jedan zaslužni splitski načelnik Antonio Bajamonti izgradio vodovod i doveo pitku vodu u Split, Tartaglia je zaslužan za osnutak Električnog poduzeća i elektrifikaciju Splita. Pokrenuo je i realizirao projekte izgradnje radničkih i službeničkih stanova na gradskom predjelu Gripe. Za njegovog mandata obnovljena je Riva te su zasađene palme, bez kojih je ona nezamisliva, otvoren je zoološki vrt, proširena i modernizirana luka, izgrađena meteorološka postaja na Marjanu, Oceanografski institut i Zavod za javno zdravstvo, izgrađen vatrogasni dom, dječji i starački dom, proširena i adaptirana bolnica, a 1921. ustanovljeno je profesionalno kazalište. U njegovom mandatu izgrađeno je niz škola, proširena biblioteka, otvoren umjetnički salon Galić. U njegovo vrijeme je Split, međunarodnim natječajam dobio prvi Generalni urbanistički plan razvoja. Napravljen su pripreme za počatak izgradnje nove bolnice na Firulama, otvoreno novo groblje na Lovrincu, utemeljena je Gradska štedionica. U mjestima splitskog okruga, Solinu, Vranjicu, Slatinama, Žrnovnici i Mravincima izgrađene su ceste, vodovod, kanalizacija, pristaništa, te uvedena struja. Kao znak zahvalnosti u Splitu je još za njegovog života današnja ulica Kralja Zvonimira nosila njegovo ime, dok je u Žrnovnici postavljena spomen-ploča u znak zahvalnosti. Kao ban pokrenuo niz projekata u Primorskoj banovini, izgradnju bolnice u Biogradu n/m, isušivanje močvara, unaprijeđenje poljoprivrede, školstva itd.

### Ban Primorske banovine
Kao istaknutog političara jugoslavenske orijentacije, nakon uvođenja diktature, kralj Aleksandar ga je 1929. godine imenovao za prvog bana Primorske banovine. Kao praktičan čovjek, svjestan teških životnih prilika i siromaštva u kojim je živjela većina stanovnika, odmah se uhvatio u koštac sa svakodnevnim životnim problemima, kojih je na području banovine bilo mnogo. Odmah po imenovanju na obišao je čitavu banovinu želeći se neposredno upoznati s potrebama svakog njenog pojedinog dijela. Prvi potezi su se odnosili na poboljšanje zdravstvene zaštite,pogotovo na zadarskom području, kojje je potpadanjem Zadra pod talijansku vlast ostalo bez bolnice. Odlučio je da se odmah krene u izgradnju bolnice u Biogradu te stacionara za oboljele od TBC-a u Zemuniku. Slične akcije je poduzeo i u Kninu,Travniku i Mostaru. Posebno su značajni njegovi napori u poboljšanju stanja u školstvu, poboljšanju poljoprivrede kroz edukacije poljoprivrednika i sručnu pomoć, kako bi se povećali prinosi,  te posebno isušivanju močvara.
Međutim, Tartaglia je ubrzo počeo pokazivati neslaganje s metodama vladanja u tadašnjoj Kraljevini Jugoslaviji. Stalno sužavanje banskih ovlasti, zaobilaženje banskih uprava kod donošenja ključnih odluka,  činili su Tartagliu nezadovoljnim. To je kulminiralo u lipnju 1932. godine, kada su žandari pucali na vjernike na crkvenoj procesiji u Omišu. Tartaglia je u znak protesta podnio ostavku na dužnost bana i napustio aktivno bavljenje politikom. Također, počeo je napuštati svoja dotadašnja uvjerenja, te se do kraja 1930-ih približio Vladku Mačeku i politici HSS-a.
Pred rat je imao zajednički odvjetnički ured s poznatim vaterpolistom Zdravkom Birimišom.

### Zadnje godine
U zadnjim godinama svog života bio je izložen stalnim progonima, koji su mu uništili zdravlje i uzrokovali smrt. Nakon talijanske okupacije Splita, 1941. godine, kao osvjedočeni protivnik talijanske fašističke politike, uhićen je i interniran u Italiji. Nakon puštanja iz talijanskog zatočeništva aktivno pomaže NOP-u i postaje predsjednik Narodne fronte.
Nakon rata nova vlast mu nudi suradnju. U oslobođenom Splitu je cijenjen i uvažavan te surađuje s lokalnim vlastima na kulturnom polju. Nude mu odlazak u Zagreb i funkciju u novoj vlasti što on kao teški srčani bolesnik otklanja. Traže od njega da privoli svog bliskog prijatelja Ivana Meštrovića na povratak u domovinu, što on znajući Meštrovićeve stavove nije htio učiniti. Zbog toga, sudilo mu se na narodnom sudu, pod optužbama da je u periodu dok je bio gradonačelnik i ban potpomagao diktaturu kralja Aleksandra i svoj politički položaj koristio za osobni probitak. Jugokomunisti su ga čak optužili za navodnu suradnju s okupatorom.  Zbog tih djela ga je sud osudio na zatvorsku kaznu od 7 godina. Suđenje je održano u revolucionarnom stilu, uobičajenom za to vrijeme, pri čemu je osuđenik bio osuđen i prije nego što je sudski postupak i započeo. Na sudu ga je branio kolega s kojim je prije rata dijelio zajednički odvjetnički ured, Zdravko Birimiša. Zbog izvrsnog branjenja Tartaglije i sâmi je Birimiša pao u nemilost ondašnjih vlasti. Zanimljivo je da publika tijekom suđenja izražavala podršku Tartagli, a nakon završne riječi odvjetnika Birimiše pljesak je trajao pet minuta, što svjedoči o njegovom ugledu među građanima Splita. Uvidom u dokumente sa suđenja i samu optužnicu, koji se čuvaju u Državnom arhivu u Splitu, vidljiva je politička motiviranost procesa protiv Tartaglie.
Nakon suđenja je prebačen na izdržavanje kazne u Šibenik, a zatim u Lepoglavu, gdje nakon nekoliko dana po dolasku umire. Njegove nećakinje traže od tadašnjih vlasti da dopuste pokop u Splitu, čemu im je tek udovoljeno 1987. pa je pokopan na groblju Lovrinac, u obiteljskoj grobnici Pere Machieda.
Ivo Tartaglia pripada plejadi zaslužnih građana Splita, koji su svojim radom za opće dobro u vrlo teškim vremenima bitno doprinijeli njegovom napretku. U postupku preimenovanja ulica tijekom '90-tih godina prošlog stoljeća, njegovoj ulici nije vraćen stari naziv. Danas se u Splitu najveće šetalište na Marjanu zove njemu u čast.
Bio je član masonske Lože "Pravda" u Splitu.

## Mecena
Poznat kao veliki mecena, ljubitelj umjetnosti, bibliofil i kolekcionar. Najzaslužniji je za osnivanje Galerije umjetnina u Splitu 1931., kojoj je donirao oko 300 djela. Bio je veliki prijatelj Ivana Meštrovića. Jedan od osnivača 1922. godine, a od 1929. do 1941. godine i predsjednik Jadranske straže, organizacije koja je osnovana u cilju promicanja pomorske orijentacije tadašnje države i kao brana talijanskim teritorijalnim pretenzijama na istočnu obalu Jadranskog mora. Zadnji predsjednik Hrvatskog društva umjetnosti do početka rata.